# FontForge
FontForge ist ein freies Schriftbearbeitungsprogramm zum Entwerfen und Bearbeiten von Computerschriften. Es ist vergleichbar mit Fontographer und Fontlab. FontForge ist für verschiedene Betriebssysteme mit X11 und Windows erhältlich.

## Geschichte
Das Programm wird seit 2000 vom Programmierer und Schriftgestalter George Williams aus Santa Barbara in Kalifornien entwickelt. Anlass für die Entwicklung war Williams’ Unzufriedenheit mit dem damaligen Marktführer Fontographer, der 1995 durch Macromedia aufgekauft und seit 1997 zugunsten hauseigener Konkurrenzprodukte nicht weiter entwickelt wurde. Williams nannte seinen Editor ursprünglich „PfaEdit“ (Abkürzung für PostScript Font ASCII Editor). Nachdem das Programm aber schon Ende 2000 nicht mehr auf das PostScript-Format beschränkt war, wurde es 2004 in „FontForge“ umbenannt.
Die Entwicklung des ebenfalls freien GNU Font Editor wurde 2001 zugunsten von FontForge eingestellt.

## Eigenschaften
FontForge erlaubt die Bearbeitung von Schriften in folgenden Formaten: PostScript inklusive CID-kodierter Schriften (Character Identifier keyed fonts), TrueType, OpenType inklusive CFF (Compact Font Format), Multiple Master Fonts, Scalable Vector Graphics (SVG), im Bitmap-Format BDF (Bitmap Distribution Format), Web Open Font Format (WOFF) und anderen mehr. Außerdem können mit FontForge Schriften von einem Format in ein anderes konvertiert werden.
Mittels einer eigenen Skriptsprache können die Funktionen von FontForge in selbstgeschriebenen Programmen verwendet werden. Dadurch lassen sich komplexe und sich oft wiederholende Arbeitsabläufe automatisieren. Zusätzlich bietet FontForge eine Python-Anbindung an.
FontForges grafische Benutzeroberfläche ist neben Englisch in den Sprachen Chinesisch, Deutsch, Französisch, Griechisch, Italienisch, Japanisch, Polnisch, Russisch, Spanisch und Vietnamesisch verfügbar.

## Freie Schriften, die mit FontForge entwickelt werden
- Linux Libertine
- DejaVu